# KOFA (Luftwaffe)
KOFA (Luftwaffe) – steht für Kontroll-/Flugabfertigungsausstattung im Einsatzführungsdienst der deutschen Luftwaffe (EinsFüDstLw) und dient zur Bereitstellung von Fernsprech-, Funksprech und LOOP-Kommunikationsgegenstellen mit den zugehörigen stationären Control and Reporting Centres (CRCs), dem verlegefähigen DCRC, aber auch im Bereich der Remote Radar Posts (RRPs).

## Definition
Das System KOFA CRC-IP ist ein für militärische Aufgaben optimiertes Sprach-/Datenkommunikationssystem in IP-Technik. Es stellt einem CRC die technischen Mittel zur Sprachkommunikation über Telefon und Funk zur Verfügung, deren Gesprächsinhalte als Verschlusssachen mit den Geheimhaltungsgraden bis GEHEIM bzw. NATO SECRET eingestuft sind. Weiterhin stellt KOFA CRC-IP den Nutzern im CRC den Zugriff auf die IT-Dienste Intranet-Bw und E-Mail mit Lotus Notes (LoNo) zur Verfügung.

## Funktionale Struktur
Im Folgenden wird KOFA CRC-IP aus funktionaler Sicht beschrieben.

### Teilfunktion 1: Sprachkommunikation schwarz
Diese Teilfunktion ermöglicht den Operateuren im CRC die sprachgestützte Kommunikation mit Luftfahrzeugen sowie mit militärischen und zivilen Einrichtungen. Es wird Sprache der Einstufung VS-NfD übertragen.

### Teilfunktion 2: Bereitstellung der IT-Dienste Intranet-Bw und E-Mail
Diese Teilfunktion stellt den Operateuren im CRC den Zugriff auf die Dienste Intranet-Bw und E-Mail (LoNo) bereit.

### Teilfunktion 3: Sprachkommunikation rot
Diese Teilfunktion ermöglicht den Operateuren im CRC die sprachgestützte Kommunikation mit Luftfahrzeugen mittels SATURN-Funkgeräten sowie die Kommunikation zu angeschlossenen militärischen Einrichtungen. Es wird Sprache der Einstufung GEHEIM/NATO SECRET übertragen.

### LOOP-Modul
Das LOOP-Modul umfasst den LOOP-Ortsknoten mit lokalen Konferenzfunktionen für vier LOOP-Kreise und die Anbindung an vier externe LOOP-Konferenzknoten sowie ein LOOP-Bediengeräte-Gateway zum Anschluss von 10 externen LOOP-Bediengeräten (AES 02.10) an den Ortsknoten. Das LOOP-System von KOFA CRC-IP ist ein nationales Kommunikationssystem innerhalb der Luftwaffe, das eine eigenständige Kommunikationsebene darstellt. Dieses LOOP-System entspricht einem in sich geschlossenen Konferenzsystem und ist als so genannte Meet-Me-Konferenz aufgebaut. Das bedeutet, der Teilnehmer wählt sich in die LOOP aktiv ein, das System selbst ist passiv, kann also keine bestimmten Teilnehmer „anwählen“. Das LOOP-Konferenzsystem besteht aus vier voneinander
unabhängigen LOOP-Kreisen. Die vier LOOP-Kreise sind:
- Tactical
- Surveillance
- Training 1
- Training 2

## Nutzungsleitung
Das WaSysKdo Lw ist für die KOFA Nutzungsleitung verantwortlich. Dort erfolgten auch Obsoleszenzmanagement, Konfigurationskontrolle und Beauftragung Softwarepflege / Softwareänderung (SWPÄ).

## Besonderheit
Boden-Bord-Flugfunkkommunikation aus den CRCs der deutschen Luftwaffe mit den eigenen Kampfflugzeugen und solchen der NATO erfolgt in der Regel über KOFA-Terminals und Have-Quick- bzw. SATURN-Systeme.